# Mowa ciała

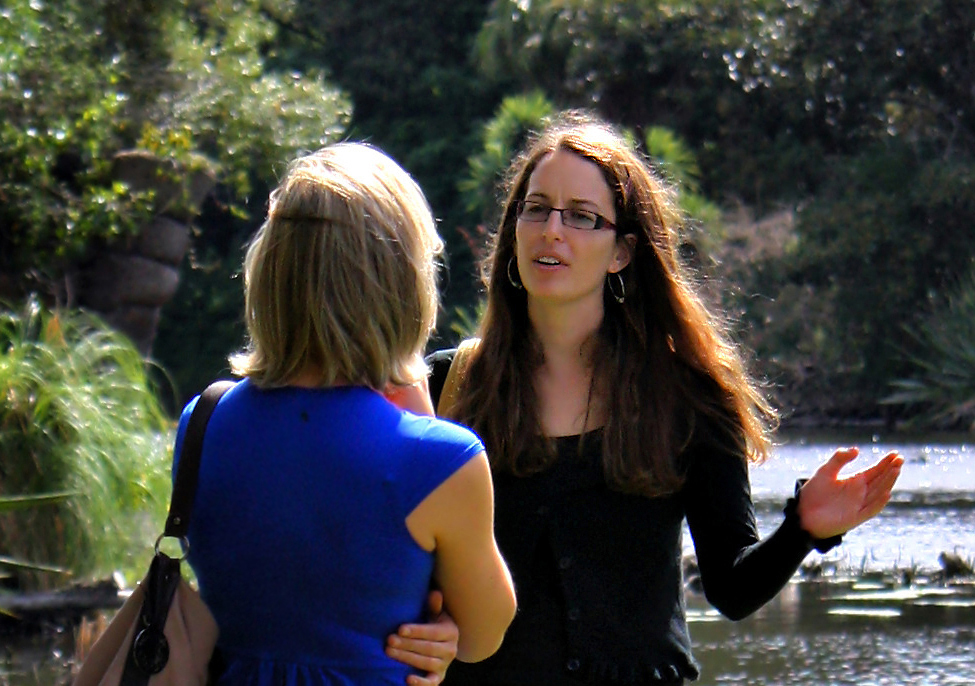
Mowa ciała rozmawiających kobiet

Mowa ciała – termin z zakresu psychologii społecznej. Niekiedy używa się go jako synonimu komunikacji niewerbalnej, która jest jednak szerszym pojęciem. 
Mowa ciała obejmuje zwykle takie komunikaty niewerbalne jak: gesty i ruchy ciała, mimika, postawa i ukierunkowanie ciała, ruchy oczu i odruch źreniczny, sposób używania przestrzeni interpersonalnej itp.
Do mowy ciała nie zalicza się takich komunikatów jak niewerbalne aspekty mowy (np. tembr głosu, sposób używania i wypowiadania słów, pomyłki językowe itd.). Nie jest jasny status takich komunikatów jak: ubiór, makijaż czy przedmioty, które niosą dodatkową informację (np. zegarek, okulary, typ samochodu, którym się jeździ etc.), a także np. kontaktu wzrokowego, który jest komunikatem interakcyjnym. Podobnie terytorialne zachowania i sposób organizowania przestrzeni trwałej i przestrzeni półtrwałej wokół siebie niosą informację niewerbalną, jednak nie są mową ciała.

## Odczytywanie mowy ciała
Wiele podręczników dotyczących mowy ciała marginalizuje znaczenie kontekstu w perspektywie odczytywania znaczenia poszczególnych gestów i mimiki. Podczas prób odczytywania mowy ciała i komunikatów niewerbalnych należy mieć na uwadze, że kontekst oraz przyzwyczajenia osoby, której mowę ciała odczytujemy, ma znaczenie priorytetowe, natomiast konkretne gesty mogą stanowić co najwyżej przykładowy przegląd możliwości znaczeń. Wśród najbardziej znanych popularyzatorów świadomego czytania mowy ciała są Allan i Barbara Pease. 
W kontekście naukowym badaniem znaczeń mowy ciała zajmuje się kinezyka.

## Mity na temat mowy ciała
Warto również zwrócić uwagę na wiele powszechnie występujących mitów na temat mowy ciała.
Ruchy gałek ocznych – współczesne badania nie potwierdzają popularnej teorii, jakoby ruchy gałek ocznych mogły wskazywać na to, czy dana osoba mówi prawdę, czy kłamie. Według Richarda Bandlera oraz Johna Grindera, popularyzatorów NLP, kierunek, w jakim patrzymy, wskazuje na przebiegające aktualnie procesy kognitywne: ruch oczu w kierunku prawym (lewym z perspektywy obserwatora) oznaczałby, że tworzymy wyobrażenia (obrazy, dźwięki), a ruch w kierunku lewym ma wskazywać na przypominanie informacji z przeszłości. Współczesne badania naukowe kwestionują jednak praktyczną możliwość zastosowania tej korelacji w rozpoznawaniu kłamstw.
Kłamca częściej dotyka twarzy – dotykanie twarzy nosa, nie musi wcale świadczyć o kłamstwie. Dotykanie wnętrza twarzy dowodzi o skupieniu danej osoby lub o reakcji autoadaptacyjnej organizmu w odpowiedzi na stres. Wiemy to dzięki dr Paulowi Ekmanowi, odkrywcy mikroekspresji.
Zmienianie pozycji ciała na krześle oznacza kłamstwo – zgodnie z utartym powiedzeniem „siedzieć jak na rozżarzonych węglach”, niekiedy uważa się, że osoby kręcące się na swoim miejscu mają coś do ukrycia. Nie istnieje taka zależność. Osoby prawdomówne również będą się przesuwać na swoich siedzeniach. Ten aspekt dokładnie opisał Aldert Virij w książce – Wykrywanie kłamstw i oszukiwania.